# Mark Atkinson
Mark Anthony Atkinson (* 16. Februar 1970 in Auckland) ist ein ehemaliger neuseeländischer Fußballspieler.

## Karriere

### Klub
Er startete seine Karriere bei Central United in Auckland, von wo er dann zur Saison 1997/98 nach Australien wechselte wo er sich nun dem Carlton SC anschloss. Nachdem diese sich aus finanziellen Gründen auflösten, wechselte er zu Eastern Pride, welche aber ebenfalls im Jahr 2001 dann aufgelöst wurden. So spielte er zurück in Neuseeland zuletzt dann noch beim Football Kingz FC, wo er 2003 dann auch seine Karriere beendete.

### Nationalmannschaft
Sein erstes Spiel im Trikot der neuseeländischen A-Nationalmannschaft hatte er während der Qualifikation für die Weltmeisterschaft 1998 am 31. Mai 1997 bei einer 0:1-Niederlage gegen Papua-Neuguinea. Bereits zur 13. Minute wurde er hier für Neil Harlock eingewechselt. Danach nahm er dann auch an weiteren Qualifikationsspielen teil. Sein erstes richtiges Turnier war dann die Ozeanienmeisterschaft 1998, wo er in einem Gruppenspiel als auch dem Halbfinale und dem Finale teilnahm. Am Ende gewann er mit seiner Mannschaft den Titel. Nach einigen Einsätzen bei Freundschaftsspielen, gehörte er dann auch zum Kader der Mannschaft beim Konföderationen-Pokal 1999, wo er auch in jedem der drei Gruppenspiele zum Einsatz kam.
Bei der Ozeanienmeisterschaft 2000 kam er nun in jeder Partie zum Einsatz, scheiterte mit seinem Team dann aber im Finale an Australien. Seine letzten Einsätze für die Nationalmannschaft hatte er dann bei der Qualifikation für die Weltmeisterschaft 2002, wo er auch in jeder Partie eingesetzt wurde und im Finale mit 1:4 an Australien scheiterte. Danach beendete er seine Karriere in dieser Mannschaft.